# Liliana Maffiotte i Olivencia
Liliana Maffiotte i Olivencia   (Barcelona, 1942) és una pianista catalana, concertista i pedagoga.

## Biografia
Nascuda en plena postguerra al carrer Ample de Ciutat Vella, és filla de Guillermo Maffiotte, oficial de la marina mercant, i de Matilde Olivencia. S'inicià en la música de la ma de la seva mare. Estudià al Conservatori del Liceu amb Mercè Llatas i completà la formació superior amb Maria Canals, Pierre Barbizet, Alberto Mozzatti i Monique Dessauschées a París.
El 1965 fou guardonada amb la medalla d'or del Concurs Internacional de Música Gian Battista Viotti de Vercelli (Itàlia) i també rebé el premi especial de piano del Concurs Internacional de Música Maria Canals de Barcelona, mèrit que repetí el 1970 guanyant la primera medalla.
Des de molt jove compaginà els concerts amb la pedagogia. Durant 15 anys fou professora de piano a l'Acadèmia de Música Ars Nova, posteriorment, fou cap del departament de piano del Conservatori Professional de Música de Manresa i juntament amb Josep Maria Escribano, cofundadora i membre del jurat del Concurs Internacional "Premi Ciutat de Manresa".
A partir del curs 1983-84 ocupà la plaça de professora i directora artística del grau superior de piano al Conservatori de Música de Tarragona, on organitzà els cursos d'estiu de cant i virtuosisme, amb Núria Delclòs, Maria Dolors Aldea i la col·laboració de prestigiosos professors nacionals i estrangers.
Enregistrà discs com a solista i pianista acompanyant d'instrumentistes i cantants. L'any 1984 rebé el Premi Nacional del Ministeri de Cultura Espanyol pel seu LP La Historia de Babar de Francis Poulenc (estrena a Espanya) i Sports et divertissements d'Erik Satie. Realitzà nombroses gires de concerts i impartí cursos magistrals a Europa, URSS, Àfrica i Continent americà. Fou membre del jurat de concursos nacionals i internacionals, entre els quals: el Maria Canals de piano i el Concurs Internacional de Cant Francesc Viñas. Estrenà obres de compositors catalans del segle xx, com Xavier Montsalvatge, Josep Maria Mestres Quadreny, Joan Guinjoan, Carles Guinovart, Lleonard Balada, Josep Soler, etc. En reconeixement d'aquesta tasca, el 1994 li fou concedit el premi Nacional de Cultura de la Generalitat de Catalunya, com a millor intèrpret de música contemporània.
Durant 20 anys, ocupà la càtedra de Música de cambra i fou coordinadora pedagògica del Conservatori Superior de Música de Barcelona.
Artista eclèctica, ha conreat tots els estils, incloses les músiques populars, jazzístiques i blues. Més enllà dels seixanta anys, formà un trio de tango amb la soprano uruguiana Raquel Pierotti i el baixista i compositor argentí Jorge Sarraute, amb els quals va fer una gira de concerts i enregistrà el disc Concertango.
És autora del llibre didàctic Piano Actual, cuentos musicales para niños de 7 a 99 años, amb les grafies contemporànies, apte per a qualsevol persona sense coneixements musicals que es vulgui expressar al piano.
Ha publicat Cartas a Lile i Cartas a Liliana, dos llibres introspectius, que apleguen records, viatges i experiències vitals i artístiques.
Paral·lelament a la seva trajectòria com a pianista i pedagoga, ha realitzat tasques socials, amb tallers, jocs i audicions en centres penitenciaris, hospitals, geriàtrics, maternitats etc. i col·labora assíduament amb fundacions i projectes per a la pau al món.